# Didimus
Didimus là một chi của bọ cánh cứng của họ  Passalidae. 

## Phân phối
Những con bọ cánh cứng này có thể được tìm thấy ở châu Phi nhiệt đới.

## Loài
- Didimus aberrans (Kuwert, 1898)
- Didimus africanus (Percheron, 1844)
- Didimus aloysiisabaudiae (Pangella, 1906)
- Didimus alvaradoi Corella, 1941
- Didimus communis (Kuwert, 1898)
- Didimus crassus Arrow, 1906 (1907)
- Didimus ealaensis Hincks, 1933
- Didimus haroldi Kuwert, 1898
- Didimus knutsoni Auriv., 1886
- Didimus laevis (Klug, 1835)
- Didimus latifrons Corella, 1941
- Didimus latipunctus Zang, 1905
- Didimus nachtigali Kuwert, 1891
- Didimus parastictus  (Imohoff, 1843)
- Didimus punctipectus (Kaup, 1868)
- Didimus ruwenzoricus Arrow, 1906 (1907)
- Didimus sansibaricus Harold, 1880
- Didimus simulator Kuwert, 1891
- Didimus wissmanni (Kuwert, 1891)